# Warsaw Open 2008 - Qualificazioni singolare
Le qualificazioni del torneo di singolare del Warsaw Open 2008 sono state un torneo di tennis preliminare per accedere alla fase finale della manifestazione.
I vincitori dell'ultimo turno sono entrati di diritto nel tabellone principale. In caso di ritiro di uno o più giocatori aventi diritto a questi sono subentrati i lucky loser, ossia i giocatori che hanno perso nell'ultimo turno ma che avevano una classifica più alta rispetto agli altri partecipanti che avevano comunque perso nel turno finale.
Il tabellone prevedeva 28 partecipanti di cui 4 sono entrati nel tabellone principale.

## Teste di serie
1. Christophe Rochus (Qualificato)
2. Jurij Ščukin (ultimo turno)
3. Gianluca Naso (secondo turno)
4. Vasilīs Mazarakīs (ultimo turno)

1. Raphael Durek (secondo turno)
2. Blazej Koniusz (ultimo turno)
3. Michal Mertiňák (Qualificato)
4. Julien Jeanpierre (ultimo turno)

## Qualificati
1. Christophe Rochus
2. Michal Mertiňák

1. Ričardas Berankis
2. David Škoch

## Tabellone

### Legenda
| - Q = Qualificato - WC = Wild card - LL = Lucky loser | - ALT = Alternate - SE = Special Exempt - PR = Protected Ranking | - w/o = Walkover - r = Ritirato - d = Squalificato |

### Sezione 1
|  | Primo turno       | Primo turno           | Primo turno           | Primo turno | Primo turno |  |  | Secondo turno | Secondo turno     | Secondo turno     | Secondo turno     | Secondo turno |   |   | Ultimo turno | Ultimo turno      | Ultimo turno | Ultimo turno | Ultimo turno |  |
|  |                   |                       |                       |             |             |  |  |               |                   |                   |                   |               |   |   |              |                   |              |              |              |  |
|  |                   |                       |                       |             |             |  |  |               |                   |                   |                   |               |   |   |              |                   |              |              |              |  |
|  |                   |                       |                       |             |             |  |  | 1             | Christophe Rochus | Christophe Rochus | 7                 | 6             |   |   |              |                   |              |              |              |  |
|  | Marcin Gawron     | Marcin Gawron         | Marcin Gawron         | 6           | 6           |  |  |               | Marcin Gawron     | Marcin Gawron     | 62                | 0             |   |   |              |                   |              |              |              |  |
|  | Travis Parrott    | Travis Parrott        | Travis Parrott        | 3           | 4           |  |  |               |                   |                   |                   |               |   |   | 1            | Christophe Rochus | 6            | 3            | 6            |  |
|  | Jurek Stasiak     | Jurek Stasiak         | 7                     | 4           | 6           |  |  |               |                   | 8                 | Julien Jeanpierre | 4             | 6 | 1 |              |                   |              |              |              |  |
|  | Mateusz Kowalczyk | Mateusz Kowalczyk     | 5                     | 6           | 4           |  |  |               | Jurek Stasiak     | Jurek Stasiak     | 1                 | 3             |   |   |              |                   |              |              |              |  |
|  | 8                 | Julien Jeanpierre     | Julien Jeanpierre     | 6           | 6           |  |  | 8             | Julien Jeanpierre | Julien Jeanpierre | 6                 | 6             |   |   |              |                   |              |              |              |  |
|  |                   | Wojciech Starakiewicz | Wojciech Starakiewicz | 2           | 3           |  |  |               |                   |                   |                   |               |   |   |              |                   |              |              |              |  |

### Sezione 2
|  | Primo turno      | Primo turno      | Primo turno      | Primo turno | Primo turno |  |  | Secondo turno | Secondo turno   | Secondo turno   | Secondo turno   | Secondo turno   |   |   | Ultimo turno | Ultimo turno | Ultimo turno | Ultimo turno | Ultimo turno |  |
|  |                  |                  |                  |             |             |  |  |               |                 |                 |                 |                 |   |   |              |              |              |              |              |  |
|  |                  |                  |                  |             |             |  |  |               |                 |                 |                 |                 |   |   |              |              |              |              |              |  |
|  |                  |                  |                  |             |             |  |  | 2             | Jurij Ščukin    | Jurij Ščukin    | 6               | 6               |   |   |              |              |              |              |              |  |
|  | Lovro Zovko      | Lovro Zovko      | Lovro Zovko      | 6           | 6           |  |  |               | Lovro Zovko     | Lovro Zovko     | 1               | 4               |   |   |              |              |              |              |              |  |
|  | Andriej Kapaś    | Andriej Kapaś    | Andriej Kapaś    | 4           | 1           |  |  |               |                 |                 |                 |                 |   |   | 2            | Jurij Ščukin | Jurij Ščukin | 64           | 4            |  |
|  | Jedrzej Zarski   | Jedrzej Zarski   | Jedrzej Zarski   | 6           | 6           |  |  |               |                 | 7               | Michal Mertiňák | Michal Mertiňák | 7 | 6 |              |              |              |              |              |  |
|  | Mateusz Szmigiel | Mateusz Szmigiel | Mateusz Szmigiel | 3           | 0           |  |  |               | Jedrzej Zarski  | Jedrzej Zarski  | 2               | 3               |   |   |              |              |              |              |              |  |
|  | 7                | Michal Mertiňák  | Michal Mertiňák  | 7           | 6           |  |  | 7             | Michal Mertiňák | Michal Mertiňák | 6               | 6               |   |   |              |              |              |              |              |  |
|  |                  | Robert Godlewski | Robert Godlewski | 5           | 2           |  |  |               |                 |                 |                 |                 |   |   |              |              |              |              |              |  |

### Sezione 3
|  | Primo turno        | Primo turno        | Primo turno        | Primo turno | Primo turno |  |  | Secondo turno | Secondo turno     | Secondo turno     | Secondo turno  | Secondo turno  |   |   | Ultimo turno | Ultimo turno      | Ultimo turno      | Ultimo turno | Ultimo turno |  |
|  |                    |                    |                    |             |             |  |  |               |                   |                   |                |                |   |   |              |                   |                   |              |              |  |
|  |                    |                    |                    |             |             |  |  |               |                   |                   |                |                |   |   |              |                   |                   |              |              |  |
|  |                    |                    |                    |             |             |  |  | 3             | Gianluca Naso     | 5                 | 7              | 69             |   |   |              |                   |                   |              |              |  |
|  | Ričardas Berankis  | Ričardas Berankis  | Ričardas Berankis  | 6           | 6           |  |  |               | Ričardas Berankis | 7                 | 64             | 7              |   |   |              |                   |                   |              |              |  |
|  | Slawomir Szeremeta | Slawomir Szeremeta | Slawomir Szeremeta | 0           | 0           |  |  |               |                   |                   |                |                |   |   |              | Ričardas Berankis | Ričardas Berankis | 7            | 7            |  |
|  | Michal Wlodarczyk  | Michal Wlodarczyk  | Michal Wlodarczyk  | 7           | 6           |  |  |               |                   | 6                 | Blazej Koniusz | Blazej Koniusz | 6 | 5 |              |                   |                   |              |              |  |
|  | Filip Rams         | Filip Rams         | Filip Rams         | 5           | 1           |  |  |               | Michal Wlodarczyk | Michal Wlodarczyk | 0              | 2              |   |   |              |                   |                   |              |              |  |
|  | 6                  | Blazej Koniusz     | 2                  | 6           | 6           |  |  | 6             | Blazej Koniusz    | Blazej Koniusz    | 6              | 6              |   |   |              |                   |                   |              |              |  |
|  |                    | Dawid Celt         | 6                  | 3           | 3           |  |  |               |                   |                   |                |                |   |   |              |                   |                   |              |              |  |

### Sezione 4
|  | Primo turno      | Primo turno      | Primo turno      | Primo turno | Primo turno |  |  | Secondo turno | Secondo turno     | Secondo turno     | Secondo turno | Secondo turno |    |   | Ultimo turno | Ultimo turno      | Ultimo turno | Ultimo turno | Ultimo turno |  |
|  |                  |                  |                  |             |             |  |  |               |                   |                   |               |               |    |   |              |                   |              |              |              |  |
|  |                  |                  |                  |             |             |  |  |               |                   |                   |               |               |    |   |              |                   |              |              |              |  |
|  |                  |                  |                  |             |             |  |  | 4             | Vasilīs Mazarakīs | Vasilīs Mazarakīs | 6             | 3             |    |   |              |                   |              |              |              |  |
|  | Lucas Arnold Ker | Lucas Arnold Ker | Lucas Arnold Ker | 6           | 6           |  |  |               | Lucas Arnold Ker  | Lucas Arnold Ker  | 1             | 2r            |    |   |              |                   |              |              |              |  |
|  | Artur Romanowski | Artur Romanowski | Artur Romanowski | 3           | 3           |  |  |               |                   |                   |               |               |    |   | 4            | Vasilīs Mazarakīs | 2            | 7            | 2            |  |
|  | David Škoch      | David Škoch      | David Škoch      | 6           | 6           |  |  |               |                   |                   | David Škoch   | 6             | 63 | 6 |              |                   |              |              |              |  |
|  | Dariusz Lipka    | Dariusz Lipka    | Dariusz Lipka    | 2           | 1           |  |  |               | David Škoch       | David Škoch       | 6             | 7             |    |   |              |                   |              |              |              |  |
|  | 5                | Raphael Durek    | Raphael Durek    | 6           | 6           |  |  | 5             | Raphael Durek     | Raphael Durek     | 4             | 63            |    |   |              |                   |              |              |              |  |
|  |                  | Piotr Cialkowski | Piotr Cialkowski | 2           | 0           |  |  |               |                   |                   |               |               |    |   |              |                   |              |              |              |  |